# Franz Becker (Politiker, 1930)
Franz Becker (* 5. März 1930 in Neunkirchen) ist ein deutscher Politiker (CDU) und Rechtswissenschaftler. Er war von 1980 bis 1984 Landesminister und bis 1985 Bevollmächtigter des Saarlandes bei der Bundesregierung.

## Leben
Nach seinem Abitur am Realgymnasium Neunkirchen im Jahr 1950 studierte Becker Deutsches und Französisches Recht an der Universität des Saarlandes. 1953 erreichte er den Abschluss als Licencié en droit, in den Jahren 1955 und 1961 legte er die beiden juristischen Staatsexamen ab. 1957 wurde er mit der Dissertation Das allgemeine Verwaltungsverfahren in Theorie und Gesetzgebung zum Dr. jur. promoviert. Von 1961 bis 1967 war Becker am Europa-Institut der Universität des Saarlandes in Saarbrücken als wissenschaftlicher Assistent und Akademischer Rat tätig. Ab 1967 unterrichtete er als Dozent Wirtschaftsrecht, öffentliches Recht und Politik an der Fachhochschule des Saarlandes, die seit 1991 Hochschule für Technik und Wirtschaft des Saarlandes hieß. Am 1. April 1995 wurde er in den Ruhestand versetzt.
Becker lebt in Saarbrücken, ist römisch-katholisch, verheiratet und hat vier Kinder.

## Politik
Der CDU gehört Franz Becker seit 1959 an. Von 1974 bis 1977 hatte er den Vorsitz des CDU-Kreisverbandes Saarbrücken inne.
In den Jahren 1974 bis 1976 war Becker Stadtverordneter in Rat von Saarbrücken. 1975 wurde er in den Landtag des Saarlandes gewählt, dem er für drei Legislaturperioden bis 1990 angehörte. Von 1975 bis 1980 war er dort als Parlamentarischer Geschäftsführer der CDU-Fraktion tätig. Mitglied der saarländischen Landesregierung war Becker von 1980 bis 1984. Im zweiten Kabinett von Werner Zeyer bekleidete er in dieser Zeit das Amt des Ministers für Rechtspflege und Bundesangelegenheiten. Daneben war er Bevollmächtigter des Saarlandes bei der Bundesregierung.

## Ehrungen
Am 7. Januar 1991 wurde Becker mit dem Saarländischen Verdienstorden ausgezeichnet.